# Pohlia gedeana
Pohlia gedeana là một loài Rêu trong họ Bryaceae. Loài này được (Bosch & Sande Lac.) Gangulee miêu tả khoa học đầu tiên năm 1974.